# Calvin Hartley
Calvin Hartley, född 15 april 1988, är en sydafrikansk bågskytt. Han deltog vid olympiska sommarspelen 2008.